# Biblioteca Națională a Serbiei
Biblioteca Națională a Serbiei (sârbă Народна библиотека Србије / Narodna biblioteka Srbije) este biblioteca națională a Serbiei, situată în orașul Belgrad. Este cea mai mare bibliotecă și cea mai veche instituție de cultură din Serbia..

## Istoric
Înființarea bibliotecii este legată de un eveniment petrecut în februarie 1832, când Dimitrije Davidović, editorul primului ziar sârb, a trimis o scrisoare cu privire la înființarea unei biblioteci naționale în cinstea regelui Miloš Obrenović. În același an, în luna noiembrie, regele Miloš a decis înființarea bibliotecii.
În timpul primului război mondial, clădirea și colecțiile bibliotecii au fost afectate de bombardamente, astfel încât artefactele rămase au fost mutate de la Belgrad la Niš și Kragujevac pentru a le proteja. După război și în conformitate cu Legea privind Biblioteca Națională și Legea presei, din 1919, biblioteca a devenit Biblioteca Centrală de Stat și a obținut dreptul de a obține o copie obligatorie a lucrărilor publicate în întreaga Iugoslavie.
Bombardarea în cel de-al doilea război mondial de către Luftwaffe a bibliotecii principale a țării într-un oraș proclamat oficial  deschis a distrus complet clădirea bibliotecii, împreună cu o colecție de cărți de 500.000 de volume, o colecție inestimabilă de 1424 manuscrise și hărți cu caractere chirilice, o colecție de hărți vechi și aproximativ 1.500 de articole, colecții de 4.000 de reviste, precum și 1800 de titluri de ziare, arhivele bogate și de neînlocuit ale documentelor turcești despre Serbia și corespondența completă a unor figuri distinse a istoriei culturale și politice a Serbiei și a tuturor listelor și cataloagelor exploatațiilor.
După eliberarea Belgradului în 1944, în condițiile sociale schimbate, a existat o perioadă de reconstrucție intensă a colecțiilor pierdute și dezvoltarea rapidă a bibliotecii. Biblioteca și-a deschis din nou porțile pentru public în 1947. În 1954, la 150 de ani de la Prima Răscoală Sârbă, a fost aprobată construirea unei noi clădiri pentru Biblioteca Națională, iar noua clădire a bibliotecii (arhitect: Ivo Kurtović) a fost deschisă cu o ceremonie specială la 6 aprilie 1973. Ea se află în zona Vračar, împărțind platoul natural înalt cu Templul Sfântului Sava, ca cel mai înalt vârf al acelei părți a Belgradului.

## Colecții
- Colecția generală cuprinde: cărți tipărite după 1868 în limba sârbă și alte limbi și cărți tipărite după 1700 în limbi străine, periodice din Serbia, și străine, bibliografii, enciclopedii, lexicoane, cataloage, dicționare.
- Colecțiile speciale conțin: cărți vechi și rare tipărite în secolele XVIII-XIX în limba sârbă, precum și cărți străine până la 1700, ediții bibliofilice și miniaturi, manuscrise literare și alte documente de arhivă, cartografice, materiale muzicale și fonograme tipărite, documente fotografice, gravuri și materiale de imagine, placarde și materiale informative, biblioteci memoriale și moșteniri.
- Colecția de manuscrise cuprinde: cărți scrise de mână din secolele XII-XVII, în majoritatea lor sârbe și un număr mic de ediții bulgare, macedonene și ruse, incunabule și vechi cărți tipărite sârbe din 1494 până în 1638, vechi tablete sculptate sârbe din secolele XVI-XVIII.[2]